# Vahid Hashemian
Vahid Hashemian [væˈɦiːd hɔːʃemiˈɔːn] (persisch وحید هاشمیان, andere Transkription Wahid Haschemian; * 21. Juli 1976 in Teheran) ist ein ehemaliger iranischer Fußballspieler und heutiger -trainer.

## Spielerkarriere

### Vereine
Mit 16 Jahren verließ Hashemian seinen Heimatverein Fath Tehran und wechselte zunächst in die Jugendabteilung vom Pas Teheran FC. Bei diesem Verein erhielt er mit 21 Jahren einen Profi-Vertrag und war in zwei Jahren in 26 Spielen neunmal erfolgreich.
Mit der Entscheidung, ins Ausland zu wechseln, gelangte er 1999 nach Deutschland zum Bundesligisten Hamburger SV. Am 14. August 1999 (1. Spieltag) gab er – in der 72. Minute für Anthony Yeboah eingewechselt – sein Debüt beim 2:2-Unentschieden beim FC Bayern München. In seiner ersten Saison elfmal eingesetzt, kam er in der Folgesaison nur noch einmal zu Spielpraxis.
Von 2001 bis 2004 stand er beim VfL Bochum, zunächst in der 2. Bundesliga, unter Vertrag. Mit 21 Einsätzen und acht Toren trug Hashemian zum Aufstieg in die Bundesliga bei. In den folgenden zwei Spielzeiten im „Oberhaus“ bestritt er nahezu alle Ligaspiele und war zudem mit 10 bzw. 16 Treffern recht erfolgreich. Nachdem ihm unter Trainer Peter Neururer der Durchbruch gelang, dem VfL mit dem fünften Tabellenplatz die Wiederholung der besten Platzierung und damit die Qualifikation zur Teilnahme am UEFA-Pokal-Wettbewerb glückte, wechselte er zur Saison 2004/05 zum FC Bayern München. Dort sagte er die Teilnahme am Auswärtsspiel gegen Maccabi Tel Aviv wegen angeblicher Rückenschmerzen ab. Die Regierung Irans hatte ihm mit juristischen Konsequenzen gedroht, falls er in Israel spielen sollte. Nach einer für ihn enttäuschenden Saison mit nur neun Ligaspielen – er kam über den Reservistenstatus nicht hinaus – entschloss er sich, für Hannover 96 zu spielen. In drei Spielzeiten gelangen ihm neun Tore in immerhin 80 Spielen. 2008 kehrte er ablösefrei zum VfL Bochum zurück, wo er einen auf zwei Jahre befristeten Vertrag erhielt. Am 19. Juni 2010 wurde bekannt, dass Vahid Hashemian seinen bis 30. Juni des Jahres laufenden Vertrag beim VfL Bochum nicht verlängern würde.
Im Januar 2011 wechselte Hashemian in die Iranian Pro League zu Persepolis Teheran. Im Juli 2012 beendete er seine aktive Fußballerkarriere.

### Nationalmannschaft

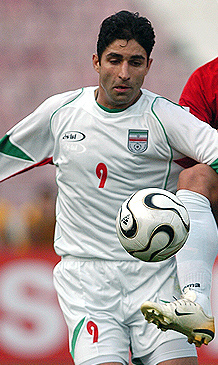
Hashemian in der Nationalmannschaft (2006)

Für die iranische Nationalmannschaft trug Hashemian 50 Mal das Nationaltrikot und erzielte dabei 14 Tore. Im Juli 2009 trat er aus der Nationalmannschaft zurück.

## Trainerlaufbahn
Seine erste Trainerstation trat Hashemian im Oktober 2012 beim deutschen Oberligaclub SV Halstenbek-Rellingen an, bei dem er Chefcoach Thomas Bliemeister gleichberechtigt unterstützte.
Von Juli 2013 bis Dezember 2013 trainierte Hashemian den Hamburger Oberligaverein Niendorfer TSV, bat aber im Dezember 2013 um Auflösung des Vertrages, um sich ab März 2014 auf die Fußballlehrerausbildung zu konzentrieren. Nach bestandener Zulassungsprüfung nahm er ab Juni 2014 an der DFB-Ausbildung zum Fußballlehrer teil und schloss diese im März 2015 erfolgreich ab. Ab Juli 2017 war er als Co-Trainer bei der U-17 des Hamburger SV aktiv und unterstützte ab April 2018 in gleicher Funktion auch die U-21 des Vereins.
Im Mai 2019 wurde bekannt, dass Hashemian als Co-Trainer von Marc Wilmots zur iranischen Fußballnationalmannschaft zurückkehrt.
Im Juli 2025 wurde Hashemian Trainer des Persepolis Teheran, wo er zuvor schon als Spieler aktiv war.

## Erfolge
- Westasienmeister 2004 in Iran
- Dritter der Asienmeisterschaft 2004 in China
- Deutscher Meister 2004/05
- DFB-Pokal-Sieger 2004/05
- DFL-Ligapokal-Sieger 2004

## Sonstiges
- Seinen Spitznamen „Hubschrauber“ hat er seiner „Lufthoheit“ gegenüber Mitspielern bei Kopfbällen zu verdanken.
- Seit dem 30. Mai 2008 ist er im Besitz der DFB-Trainer-B-Lizenz.
- Im März 2015 schloss er erfolgreich die DFB-Ausbildung zum Fußballlehrer ab